# الکساندر کلومبرگ
الکساندر کلومبرگ (انگلیسی: Aleksander Klumberg) (زاده ۱۷ آوریل ۱۸۹۹ - درگذشته ۱۰ فوریه ۱۹۵۸) ورزشکار ده‌گانه اهل استونی بوده است.
وی توانسته است مدال برنز ده‌گانه دو و میدانی بازی‌های المپیک تابستانی ۱۹۲۴ را کسب کند.